# Герберт Гюбнер
Герберт Ріхард Еберхард Герман Гюбнер (нім. Herbert Richard Eberhard Hermann Hübner; 6 лютого 1889, Бреслау Німецька імперія, нині Вроцлав, Польща — 27 січня 1972, Мюнхен, ФРН) — німецький актор театру і кіно.

## Біографія
У молодості навчався акторській майстерності. 1907 року дебютував на театральній сцені Гейдельберга в спектаклі «Меноніт» Е. Вільденбруха. Виступав в театрах Альцай, Дюссельдорфа, Нюрнберга. До 1914 року — у Відні.
Рядовим брав участь у Першій світовій війні.
У 1919—1925 роках — артист Старого театру в Лейпцигу, потім театру Thalia Theater в Гамбурзі (1925—1929). Опісля того до 1935 року грав на сцені Театру в Йозефштадті (Відень). 1935 року був запрошений в берлінський Великий Шаушпільгаус.
Почав зніматися в часи німого кіно. Грав ролі впливових і авторитетних людей, високопоставлених чиновників. За свою багаторічну кар'єру зіграв в 176 кінофільмах.
Після закінчення Другої світової війни деякий час працював на студії DEFA, з 1950 року — в західнонімецьких кінокомпаніях. Активно виступав на радіо, займався озвучуванням.

## Вибрана фільмографія
- 1913: Auerbachs Keller
- 1920: Destinée
- 1920: Die Teppichknüpferin von Bagdad
- 1921: Seines Bruders Leibeigener
- 1923: Die Spitzenklöpplerin von Valenciennes
- 1924: Egoisten
- 1931: Die Blumenfrau von Lindenau
- 1932: Der Prinz von Arkadien
- 1933: Großfürstin Alexandra
- 1934: Karneval und Liebe
- 1934: Hohe Schule
- 1934: Früchtchen
- 1934: Lockspitzel Asew
- 1935: Der Kosak und die Nachtigall
- 1935: Traumulus
- 1936: Mädchenjahre einer Königin
- 1936: Die letzte Fahrt der Santa Margareta
- 1936: Ave Maria
- 1936: Moral
- 1936: Ein Lied klagt an
- 1936: Das Hofkonzert
- 1936: Diener lassen bitten
- 1936: Savoy-Hotel 217
- 1937: Romanze
- 1937: Alarm in Peking
- 1937: Der Herrscher
- 1937: Condottieri
- 1937: Andere Welt
- 1938: Fahrendes Volk
- 1938: Was tun, Sybille?
- 1938: Rote Orchideen
- 1938: Sergeant Berry
- 1938: Kautschuk
- 1938: Die fromme Lüge
- 1938: Dreizehn Mann und eine Kanone
- 1939: Ich verweigere die Aussage
- 1939: Готель «Захер» — полковник Барнофф
- 1939: Robert und Bertram
- 1939: Wir tanzen um die Welt
- 1939: Wer küßt Madeleine?
- 1939: Kitty und die Weltkonferenz
- 1939: Der Weg zu Isabel
- 1939: Fahrt ins Leben
- 1940: Ein Mann auf Abwegen
- 1940: Die Rothschilds
- 1940: Kriminalkommissar Eyck
- 1940: Trenck, der Pandur
- 1940: Friedrich Schiller — Der Triumph eines Genies
- 1940: Das Herz der Königin
- 1940: Кора Террі — Штефан Бородін
- 1941: Auf Wiedersehn, Franziska
- 1941: Kameraden
- 1941: Carl Peters
- 1941: Der Weg ins Freie
- 1941: … reitet für Deutschland
- 1941: Frauen sind doch bessere Diplomaten
- 1941: Geheimakte W.B. 1
- 1942: Великий король — міністр Фінкельштайн
- 1942: Wien 1910
- 1942: Andreas Schlüter
- 1942: Die Entlassung
- 1942: Der Ochsenkrieg
- 1942: Himmel, wir erben ein Schloß
- 1942: Johann
- 1943: Damals
- 1943: Paracelsus
- 1943: Zirkus Renz
- 1943: Wildvogel
- 1943: Um neun kommt Harald
- 1944: Die Affäre Roedern
- 1944: Der große Preis
- 1944: Junge Adler
- 1944: Das fremde Leben
- 1945: Der stumme Gast
- 1948: Affaire Blum
- 1948: Berliner Ballade
- 1948: Danke, es geht mir gut
- 1949: Die Buntkarierten
- 1949: Die blauen Schwerter
- 1950: Semmelweis — Retter der Mütter
- 1950: Mathilde Möhring
- 1950: Es kommt ein Tag
- 1950: Küssen ist keine Sünd
- 1951: Die Schuld des Dr. Homma
- 1953: Vati macht Dummheiten
- 1953: Königliche Hoheit
- 1953: Sterne über Colombo
- 1954: Die Gefangene des Maharadscha
- 1954: Die kleine Stadt will schlafen gehen
- 1954: Conchita und der Ingenieur
- 1954: Hoheit lassen bitten
- 1953: Staatsanwältin Corda
- 1953: Christina
- 1954: Ein Mädchen aus Paris
- 1954: Людвіґ II: Блеск і падіння короля — Франц фон Пфістермайстер, державний секретар Королівства Баварія
- 1954: Die sieben Kleider der Katrin
- 1954: Heideschulmeister Uwe Karsten
- 1955: Verrat an Deutschland
- 1955: Ihr Leibregiment
- 1955: Meine 16 Söhne
- 1955: Zwei Herzen und ein Thron
- 1955: San Salvatore
- 1955: Ein Mann vergißt die Liebe
- 1955: Der Frontgockel
- 1955: Eine Frau genügt nicht
- 1955: Die Frau des Botschafters
- 1956: Tausend Melodien
- 1956: Liane, das Mädchen aus dem Urwald
- 1956: Manöverball
- 1957: Kleiner Mann — ganz groß
- 1957: Anders als du und ich (§ 175)
- 1957: Der tolle Bomberg
- 1957: Їдальня в Шпессарті — граф Зандау
- 1958: Der Greifer
- 1958: Besuch aus der Zone
- 1959: Mandolinen und Mondschein
- 1960: Soldatensender Calais
- 1960: Привиди в замку Шпессарт — Хартог
- 1961: Die Journalisten
- 1961: Isola Bella
- 1962: Bekenntnisse eines möblierten Herrn
- 1965: Die Herren
- 1965: Paris muss brennen!
- 1965: Die fromme Helene